# Chugwater
Chugwater és una població dels Estats Units a l'estat de Wyoming. Segons el cens del 2000 tenia 244 habitants.

## Demografia
Segons el cens del 2000, Chugwater tenia 244 habitants, 94 habitatges, i 64 famílies. La densitat de població era de 30,9 habitants/km².
Dels 94 habitatges en un 33% hi vivien nens de menys de 18 anys, en un 55,3% hi vivien parelles casades, en un 8,5% dones solteres, i en un 30,9% no eren unitats familiars. En el 26,6% dels habitatges hi vivien persones soles el 16% de les quals corresponia a persones de 65 anys o més que vivien soles. El nombre mitjà de persones vivint en cada habitatge era de 2,6 i el nombre mitjà de persones que vivien en cada família era de 3,18.
Per edats la població es repartia de la següent manera: un 29,9% tenia menys de 18 anys, un 10,2% entre 18 i 24, un 21,7% entre 25 i 44, un 20,9% de 45 a 60 i un 17,2% 65 anys o més.
L'edat mediana era de 34 anys. Per cada 100 dones de 18 o més anys hi havia 111,1 homes.
La renda mediana per habitatge era de 23.750 $ i la renda mediana per família de 26.250 $. Els homes tenien una renda mediana de 24.688 $ mentre que les dones 17.917 $. La renda per capita de la població era de 10.609 $. Entorn del 27,9% de les famílies i el 30,3% de la població estaven per davall del llindar de pobresa.

## Poblacions més properes
El següent diagrama mostra les poblacions més properes.